# Коренчук Оксана Андріївна
Коренчук Оксана Андріївна (9 грудня 1926 — 7 жовтня 2013) — радянський архітектор-містобудівник, автор проектів житлових будинків, кварталів та мікрорайонів Маріуполя і Кривого Рогу. Член Спілки архітекторів України з 1979 року.

## Біографія
Оксана Коренчук закінчила у 1952 році Московський архітектурний інститут за спеціальністю «Архітектура». Професійну діяльність почала в інституті «Укрмістобудпроект» у Харкові в майстерні Л. О. Яновицького (1952—1955 та 1961—1964). У 1956—1961 роках працювала у проектному інституті житлових і громадських будівель «Лакотерь» у Будапешті. У 1964—1986 роках викладала курс «Основи архітектурної композиції та проектування» на кафедрі «Архітектура» в Харківському інженерно-будівельному інституті. З 1985 року займалася художнім текстилем.

## Вибрані проекти
- Житлові будинки на 70 квартир по вул. Артема, 72, 74, 76, Маріуполь (арх. Л. О. Яновицький, О. А. Коренчук, 1953—1954)
- Житлові будинки на 114 квартир по вул. Артема, 48, 55, Маріуполь (арх. Л. О. Яновицький, О. А. Коренчук, 1953—1954)
- Житлові будинки на 100 квартир по вул. Артема, 35-37, Маріуполь (арх. Л. О. Яновицький, О. А. Коренчук, 1953—1954)
- Житлові будинки на 99 квартир по вул. Франко, 57-113, Маріуполь (арх. Л. О. Яновицький, О. А. Коренчук, 1954)
- Забудова житлового кварталу № 346 у Соцмісті, Кривий Ріг (1953)
- Інтер'єри готелю «Кривбас» у Соцмісті, Кривий Ріг (1962—1963)
- Забудова житловими і громадськими будівлями прилеглими до площі кварталів № 101 і 106 на руднику ім. 20 Партз'їзду, Кривий Ріг (1953—1955)
- Житловий будинок на 70 квартир з вбудованою бібліотекою та житловий будинок № 3 у кварталі № 106, Кривий Ріг (1962)
- Житловий будинок на 76 квартир з вбудованим готелем, рестораном, побутовими майстернями і фотоательє та житловий будинок № 6 у кварталі № 101, Кривий Ріг (1954—1955)
- Забудова житлових мікрорайонів № 1 і 2 рудника ім. Орджонікідзе, Кривий Ріг (1963)
- Художнє оформлення інтер'єрів Будинку культури «Хімік» і клубу-їдальні із глядацьким залом у піонертаборі заводу «Хімпром», Первомайський (1985—1992)